# Hlídkový člun typu 41
Hlídkový člun typu 41 byla třída říčních hlídkových lodí Švýcarské armády. Skládala se z devíti jednotek, provozovaných v letech 1941–1983. Čluny mohly být nasazeny během pohraničního hlídkování, při záchraně osob nebo při průzkumu.

## Stavba
Plavidlo navrhla a zkonstruovala loděnice Werner Risch v Curychu. Plavidlo bylo uvedeno do provozu ve třech typech: Thun a Brienz v prosinci 1941, Sargans, Schwyz a Unterwalden v červenci 1943, Spiez, Bönigen a Brunnen v dubnu 1944.

## Konstrukce

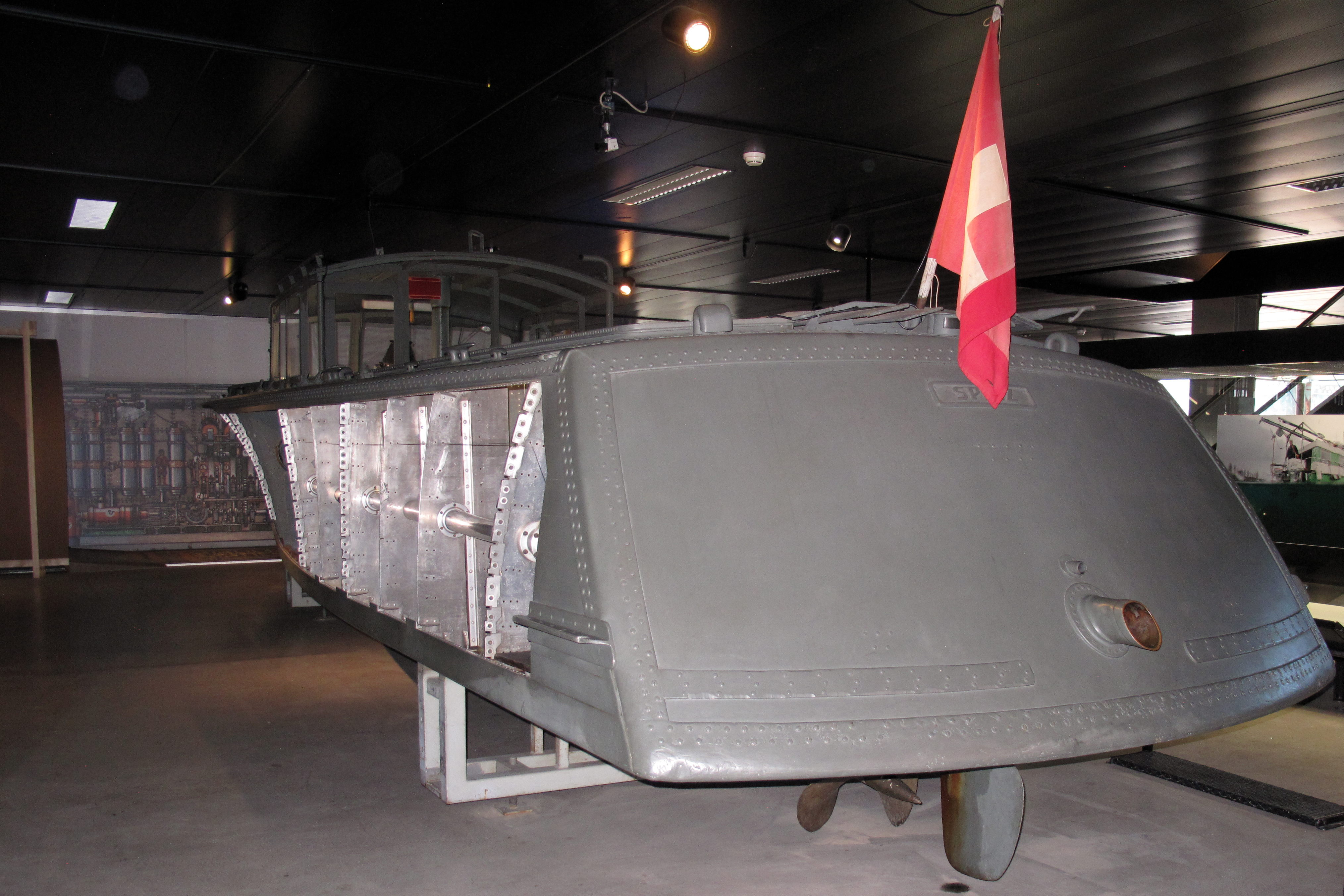
Spiez

Výzbroj tvořila v roce 1942 jedna 20mm protitanková puška Solothurn S-18/100 na přídi a dva 7,5mm kulomety FLab MG 29/38 v držáku Flab Doppel Mg 38 na zádi. v letech 1942 až 1971 původní protitankovou pušku Solothurn S-18/100 nahradila 24mm protitanková puška Tankbüches 41. V roce 1983 nahradila oba typy puška Mg 51. Pohonný systém tvoří jeden dieselový motor Hispano-Suiza V8 HS 57 o výkonu 580 hp. Nejvyšší rychlost je 23 uzlů.